# Кастель, Жан де (младший)

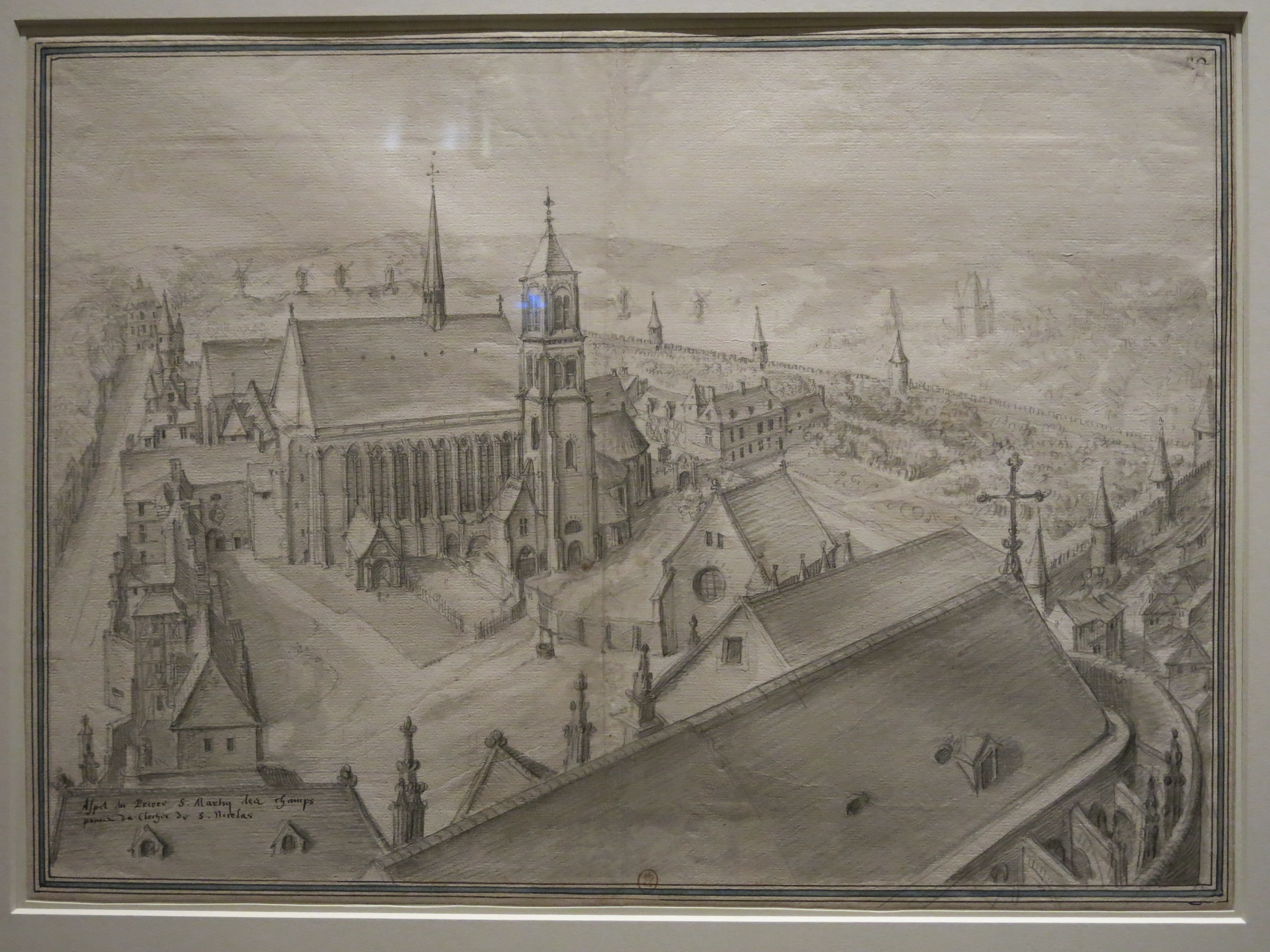
Приорат Сен-Мартен-де-Шамп. Рисунок Этьена Мартелланжа (1630)

Жан де Касте́ль, он же Жан де Кастель-младший, или Жан Кастель (сын) (фр. Jean de Castél, Jean Castel fils, лат. Johannes de Castello, около 1425 — 24 февраля 1476) — французский хронист и поэт, монах-бенедиктинец, настоятель аббатства Св. Мавра в Сен-Мор-де-Фоссе, придворный историограф короля Людовика XI, автор «Сокращения хроник» (фр. Les Croniques Abrégées).

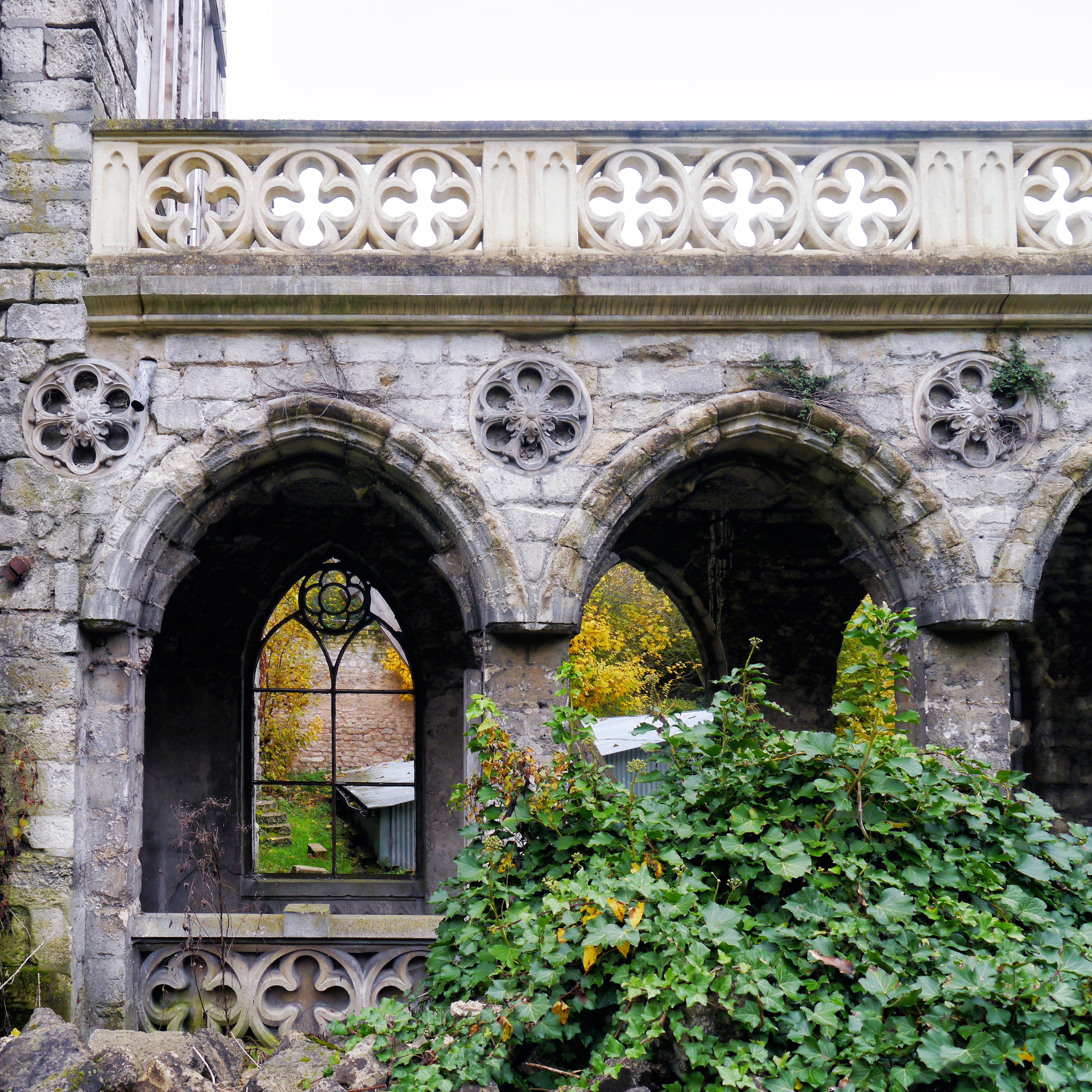
Руины кафедрального собора аббатства Сен-Мор-де-Фоссе

## Биография
Родился около 1425 года в семье королевского секретаря и нотариуса Жана де Кастеля-старшего (фр. Jean de Castel Pére) и Жанны Котон. По отцу являлся внуком Этьена де Кастеля, секретаря короля Карла V, и известной французской поэтессы и писательницы Кристины Пизанской. В архиве Сен-Дени хранилось датированное 27 декабря 1431 года письмо на имя английского короля Генриха VI, в котором его овдовевшая мать просила у английских властей разрешения поселиться с сыном в Париже. 
В 1439 году, в возрасте 14 лет, принял постриг в парижском приорате бенедиктинцев Сен-Мартен-де-Шамп, подчинявшемся аббатству Клюни, где, по-видимому, получил богословское образование. Довольно рано проявил себя на поприще поэзии, сочинив несколько «сказов» во славу Богоматери, а также аллегорическую поэму «Сосна» (фр. Le Pin), посвящённую войне между королями Франции и Англии, выведенных в образах оленя и волка, и приписываемую некоторыми исследователями его отцу. 
Творчество его обратило на себя внимание известного клирика и поэта секретаря папы Николая V Мартена Ле Франка (1410—1461), близкого ко французскому двору. Остаётся открытым вопрос о знакомстве его с официальным летописцем короля Карла VII монахом из аббатства Сен-Дени Жаном Шартье (ум. 1464), известно лишь, что отец его знаком был с земляком и возможным родственником последнего известным поэтом Аленом Шартье (ум. 1430).
В 1461 году назначен был на пост королевского историографа (лат. cronicarii regis) Людовиком XI, после чего в качестве «хрониста Франции» составлял официальную историю его правления, ежегодно получая за свою службу 200 ливров вознаграждения. В 1461—1463 годах сопровождал короля в его поездках в Тур, Байонну, Бордо, Руан, Абвиль, Эден и Шартр. В 1470 году стал королевским секретарём; в частично сохранившихся в Национальных архивах Франции актах от 26 июня 1471 года и 9 февраля 1474 года упоминается как «мастер Жан де Кастель, королевский нотарий и секретарь» (фр. maistre Jehan de Castel, notaire et secretaire du roi).
В январе 1472 года получил должность настоятеля аббатства Сен-Мор-де-Фоссе, где и умер 24 февраля 1476 года. В середине XIX века в Королевской библиотеке был найден датированный 1475 годом документ, из которого следовало, что он завещал своей матери госпоже Жанне Кастель 50 турских ливров.
Людовик XI не спешил найти ему преемника и лишь семью годами позже, в 1483 году, назначил на должность королевского летописца монаха из Сен-Дени Матье Левриена.

## Сочинения

### Сокращение хроник
«Сокращение хроник» (фр. Les Croniques Abrégées) Кастеля, составленное между 1461 и 1475 годами на французском языке с отдельными вставками на латыни, излагает события от Рождества Христова до 1445 года. Оно сохранилось в трёх рукописях, наиболее полная из которых находится в Ватиканской апостольской библиотеке (Reginensi latini, MS 499), а остальные, неполные, в парижской Библиотеке Святой Женевьевы (MS 1993, MS 1994). 
Этот немаловажный как свидетельство очевидца, но крайне тенденциозный труд, наряду с интересными подробностями придворной жизни и средневековой дипломатии, содержит немало легенд и анекдотов, поскольку целью его составления являлось не столько объективное освещение правления Людовика, сколько прославление его как покровителя и заказчика, а также намеренное очернение всех его противников и заговорщиков. 
Кратко коснувшись наиболее памятных, с его точки зрения, событий, включая завоевание Англии норманнами (1066), убийство там Св. Томаса Бекета (1170), присоединение Нормандии Филиппом Августом (1214), крестовый поход Людовика IX Святого (1270), упразднение ордена тамплиеров (1307—1314), битвы при Креси (1346) и при Пуатье (1356), эпидемию «чёрной смерти» (1348), гибель в Кастилии Педро Жестокого (1369), поход Карла VI во Фландрию (1382), сражение при Азенкуре (1415), деяния Жанны д'Арк (1429—1431) и Карла VII (1429—1461), Кастель обстоятельно излагает историю прихода к власти талантливого, но беспринципного короля-интригана, неразборчивого в средствах подавления любой оппозиции и способах пополнения государственной казны. Располагая документами из королевской канцелярии, аббатства Сен-Дени и собрания собственной обители, он не особо внимателен к фактам и хронологии, поэтому приводимая им информация нуждается в проверке другими современными ему источниками, среди которых следует, прежде всего, назвать исторические труды бургундских хронистов Жоржа Шателена и Жана Молине, с которыми Кастель переписывался, а также хроники Тома Базена, Жана де Руа, Николя Жиля, мемуары Филиппа де Коммина, Оливье де Ламарша, Жана де Энена и др. 
«Сокращение хроник» Кастеля предположительно легло в основу анонимной «Хроники правления Людовика XI» (фр. Chronique du regne de Louis XI), включённой в конце XV века в текст «Больших Французских хроник». Впервые оно было напечатано в 1507 году в Париже известным издателем и книготорговцем Антуаном Вераром в переводе на французский Себастьена Мамро, вместе с сочинениями Мартина Опавского, Робера Гагена и др. Комментированное академическое издание «Сокращения хроник» отсутствует до сих пор.

### Поэзия
- Поэма «Зерцало грешника» (фр. Le Mirouer du Pecheur) на французском языке, датируемая 1465 годом и посвящённая архиепископу Пуатье Жану VI дю Белле (1462—1479). Состоит из 104 строф и 664 стихов и представляет собой обработку поэмы XIV века «Путь к смерти» (фр. Je vois morir, лат. Vado mori). Сохранилась в трёх рукописях из Национальной библиотеки Франции (MS fr. 1642, f. 331; MS fr. 147, f. 1; MS fr. 10032, f. 2)[22].
- Поэма «Зерцало дам» (фр. Le Mirouer des Dames) на французском языке, состоящая из 27 катренов и 108 стихов. Датированная 1470-ми годами, она сохранилась в пяти рукописях, три из которых хранятся в Национальной библиотеке Франции (MS fr. 147, f. 6r–v; MS fr. 1816, f. 17–19; MS fr. 10032, f. 131v–134v), одна в отделе рукописей и редких книг Музея Фицуильяма в Кембридже (MS 164, f. 32v–35v), и ещё одна — в парижской библиотеке Мазарини (MS 955, f. 34v–37r). В 1904 году поэма была опубликована в Гельсингфорсе финским и шведским лингвистом и филологом Вернером Содерхельмом[англ.]. Заново отредактированное её издание выпущено в 1958 году во Флоренции итальянским переводчиком и поэтом Джузеппе Антонио Брунелли[итал.][22].
- Поэма «Зерцало грешников» (фр. Le Mirouer des Pecheresses) на французском языке, датированная 1470-ми годами и сохранившаяся в единственной рукописи. Впервые напечатана в 1483 году в Париже издателем Антуаном Кайо.
- «Прошение монсеньора де Гокура» (фр. Le Requeste a monseigneur de Gaucourt) на французском языке, сохранившееся в единственной рукописи из Национальной библиотеки Франции (MS fr. 1642)[22]. Не публиковалось.
- Поэтическое «Послание Жоржу Шателену» (фр. Epistre a George Chastelain), адресованное вышеназванному историографу герцогов Бургундских и сохранившееся в двух рукописях из Национальной библиотеки Франции (MS fr. 2366, MS fr. 5594). Опубликовано в 1867 году в Брюсселе бельгийским историком Кервином де Леттенхове в приложениях к собранию сочинений Жоржа Шателена[22].

## Публикации
- La Spécule des pécheurs, l'exhortation des mondains, l'exemple des dames et damoiselles, par Jean de Castel. — Paris: Antoine Caillaut, 1483.
- La cronique martiniane de tous les papes qui furent jamais et finist jusques au pape Alexandre derrenier, decedé mil cinq cens et trois, et avecques ce les additions de plusieurs croniqueurs, c'est assavoir de messire Verneron, chanoyne de Lyege, monseigneur le croniqueur Castel, monseigneur Gaguin, general des Mathurins, et plusieurs autres croniqueurs. Trad. par Sébastien Mamerot. — Paris: Antoine Vérard, 1507. — 402 f.
- Le Miroir des dames et des demoiselles. Herausgegeben von Werner Söderhjelm // Neuphilologische Mitteilungen. — Volume 6. — Helsingfors: Neuphilologischer Verein, 1904. — pp. 29–35, 76.
- Jean Castel. Lo specchio delle dame e altri testi del XV secolo, a cura di Giuseppe Antonio Brunelli. — Firenze: Sansoni, 1958. — 87 p.